# Yelicones crica
Yelicones crica är en stekelart som beskrevs av Quicke, Chishti och Basibuyuk 1996. Yelicones crica ingår i släktet Yelicones och familjen bracksteklar. Inga underarter finns listade i Catalogue of Life.